# Zlatni Bor
Zlatni Bor je naseljeno mjesto u općini Foča, Republika Srpska, BiH. Nalazi se između rječica Šipčanice i Ljutnice, a južno je rijeka Tara.
Godine 1962. godine pripojeno je Toholjima (Sl.list NRBiH, br.47/62).

## Stanovništvo
| Narod     | Popis 1961. |
| --------- | ----------- |
| Hrvati    |             |
| Muslimani |             |
| Srbi      | 99          |
| ostali    |             |
| Ukupno    | 99          |